# Верхнегерманско-ретийский лимес

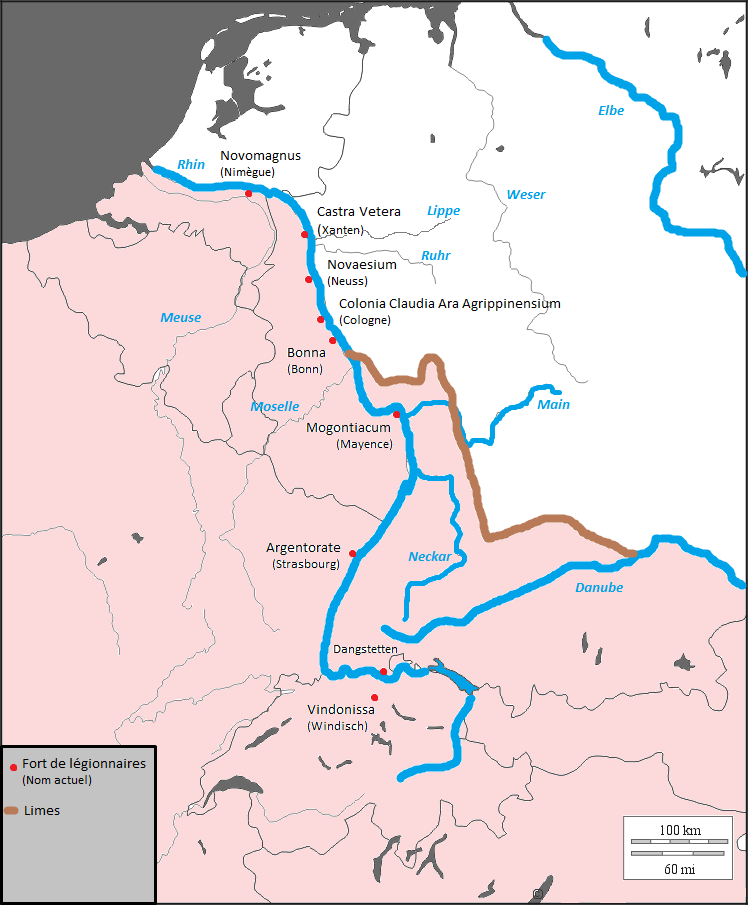
Схема

Верхнегерманско-ретийский лимес (от лат. limes — предел, граница) представлял собой отрезок лимеса Римской империи в виде оборонительных сооружений протяжённостью в 550 километров, проходивший между Рейном и Дунаем. Он брал своё начало возле городка Рейнброль и заканчивался возле берега Дуная.

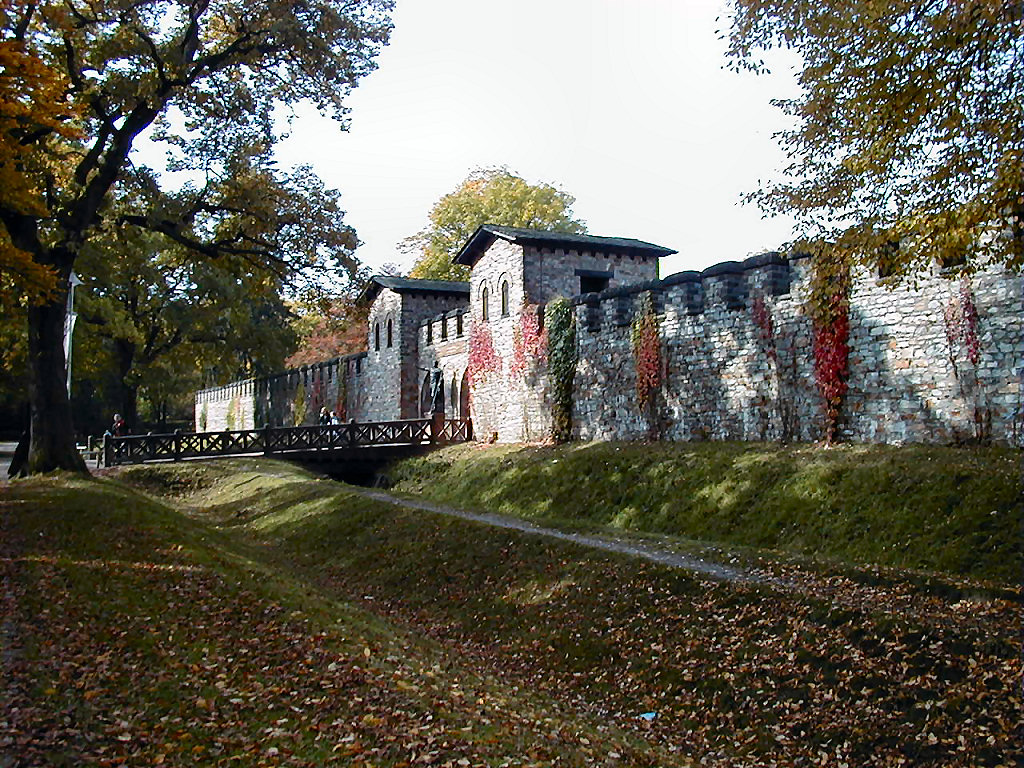
Сооружения в районе Бад-Хомбурга

## История
Первые укрепления на границе между Римской Империей и германскими племенами начали появляться в I в., когда после восстания германцев и поражения римских легионов в битве при Тевтобургском лесу провинция Германия была потеряна, и империя была вынуждена перейти на этих рубежах к оборонительной тактике.
От Рейнброля оборонительные сооружения от нашествий германских племён — т. н. Limes Germanicus (известны также под прозванием «Чертова стена») продолжались до дельты Рейна (современные Нидерланды). На берегах Кромме-Рейна сохранились руины форта. Однако, из-за многочисленных наводнений в низовьях Рейна укрепления практически не сохранились.
В конце III века из-за давления германского племени алеманнов Верхнегерманско-ретийский лимес был оставлен, новой границей римской империи стал более удобный для обороны Дунай-Иллер-Рейнский лимес.

## Изучение
Изучение римских оборонительных укреплений велось начиная с XVI века. Немецкий гуманист Иоганн Авентин описал обнаруженные им под Айхштеттом участки Верхнегерманско-ретийского лимеса, которые он отнес к эпохе императора Проба. В XVIII веке немецкий археолог Кристиан Эрнст Хансельманн (нем. Christian Ernst Hanßelmann) впервые установил связь между остатками стен, найденными в горах Таунус, и аналогичными развалинами фортификационных сооружений, обнаруженными на территории Баварии, в древности составлявшей часть римской провинции Реция. Вплоть до XIX века назначение и структура лимесов были до конца не известны, и строились различные теории. В конце XIX века на фоне объединения Германии для поднятия национального духа была широко развернута программа научных исследований, и в 1852 году была сформирована первая комиссия, посвященная изучению Limes Imperii Romani. Но из-за разногласий между отдельными германскими княжествами, которые хотели вести исследования самостоятельно, полноценно Имперская Комиссия Лимесов (нем. Reichs-Limeskommission, RLK) сформировалась лишь в 1891 году по инициативе Теодора Моммзена.
В 2005 году руины лимеса были включены ЮНЕСКО в список всемирного культурного наследия человечества.

## Части лимеса
- Неккар-Оденвальдский лимес[2] - общее название для двух ранних секций Верхнегерманско-ретийского лимеса: Оденвальдского и Неккарского лимесов. Неккарский лимес был заложен при императоре Веспасиане, Оденвальдский - во времена императора Домициана, оба укреплены и достроены при Траяне.
- Веттерауский лимес[3] - построен во время кампании Домициана 83-85 гг против хаттов, на гребне горного массива Таунус. Получил свое условное название от района Веттерау, в Гессен, в Германии, где был обнаружен и описан.
- Anterior Limes - внешний, почти прямой, участок к востоку от Неккар-Оденвальдского лимеса, построенный ему на замену в 159/161-165 гг
- Лаутертальский лимес[4] - участок длиной около 23 км между рекой Неккар (лат. Nicer) и Швабским Альбом, построен в начале II в.
- Альбский лимес[5] - построен в I в. на Швабском Альбе, протяженностью примерно 135 км от Ротвайля (лат. Arae Flaviae[6]) до Хайденхайм-ан-дер-Бренц (лат. Castrum Aquilea)
- Майнский лимес[7] - построен в 90 г. на участке, примыкающем к реке Майн (лат. Moenus), расположен между современными деревнями Гроскроценбург и Бюргштадт.